# الدقانوة
قرية الدقانوة هي إحدى القرى التابعة لمركز المنزلة في محافظة الدقهلية في جمهورية مصر العربية. حسب إحصاءات سنة 2006، بلغ إجمالي السكان في الدقانوة 7777 نسمة، منهم 4083 رجل و3694 امرأة.